# Adnan Manko
Adnan Manko (ur. 16 stycznia 1977 w Sarajewie) – bośniacki niepełnosprawny siatkarz, multimedalista paraolimpijski.
Członek reprezentacji narodowej od 1997 roku. Stał na podium mistrzostw świata i Europy. Był m.in. dwukrotnym złotym medalistą mistrzostw świata w latach 2002 (najlepszy zawodnik turnieju) i 2006, oraz brązowym medalistą z 1998 roku. Na mistrzostwach Europy zwyciężył m.in. w latach 1999, 2001, 2003, 2009 i 2013. W latach 2000–2021 sześciokrotnie zdobył medal igrzysk paraolimpijskich, w tym dwukrotnie złoty (2004, 2012), trzykrotnie srebrny (2000, 2008, 2016) i jednokrotnie brązowy (2021). Do 2019 roku zagrał w 148 meczach reprezentacji Bośni i Hercegowiny.
W 2017 roku został wyróżniony tytułem wybitnego sportowca klasy międzynarodowej przez ministerstwo spraw cywilnych.